# 2009年東亞運動會滑浪風帆比賽
2009年東亞運動會滑浪風帆比賽於12月7日至12日在赤柱正灘水上活動中心進行。賽事設4個小項。為期5日的賽事中，會進行10輪的賽事，最後將成績合計，扣除成績最差場次後，分數最低者為金牌得主。

## 獎牌分佈
| 項目               | 金牌           | 银牌           | 铜牌             |
| 男子RS:X組         | 富澤慎 ( 日本) | 李泰薰 ( )     | 陳敬然 ( 香港)   |
| 女子RS:X組         | 陳慧琪 ( 香港) | 陳晞文 ( 香港) | 金井由季 ( 日本) |
| 男子米氏板組重量級 | 梁灝雋 ( 香港) | 吳力偉 ( 中国) | 鄧庚濤 ( 香港)   |
| 男子米氏板組輕量級 | 鄭國輝 ( 香港) | 馬翊球 ( 香港) | 董克航 ( 中国)   |